# Cynopoecilus melanotaenia
Cynopoecilus melanotaenia es un pez de la familia de los rivulinos en el orden de los ciprinodontiformes.

## Morfología
Los machos pueden alcanzar los 4 cm de longitud total y las hembras los 2,63 cm.

## Distribución geográfica
Se encuentran en Sudamérica: Brasil y Uruguay.